# Bionicle Heroes
Bionicle Heroes è un videogioco sparatutto in terza persona pubblicato nel novembre 2006 dalla Eidos Interactive e da TT Games.

## Trama
La trama del gioco, piuttosto canonica nella serie Bionicle, appartiene all'era di Voya Nui. Nel filmato introduttivo, una specie di eroe esce dalla sua capsula e cammina verso un santuario con a guardia un Voyatoran (un Matoran del luogo). Questo è quello che dice al protagonista:
A questo punto, il Voyatoran mette la Kahnoi al protagonista che si rivelerà essere Jaller, uno dei sei toa Inika.

## Modalità di gioco

### PC e console
Il gioco è uno sparatutto in terza persona, perciò si dovrà sparare a tutti i nemici che ci si troverà di fronte, utilizzando armi diverse ed evolvibili nel negozio LEGO. Nella parte superiore dell'interfaccia si trova la quantità totale di pezzi LEGO raccolti, e che hanno un valore diverso in base al colore diverso (10 dagli argentati, 100 dai dorati e 1000 dai blu). Sopra tale numero si trova la barra Eroe; quando questa si riempie, i Toa diventeranno invincibili, saranno più potenti e potranno muovere le costruzioni dorate.
In basso a sinistra ci sono i personaggi presenti finora nel livello e sopra di essi i punti vita, rappresentati da cinque cuori rossi che piano piano con il LEGO Shop diventeranno argentati. Ogni colpo subito cancellerà mezzo cuore, e quando tutti i cinque cuori verranno cancellati, la maschera che avrà subito l'ultimo colpo andrà persa; se si perdono tutte le maschere, si tornerà all'ultimo checkpoint. È possibile raccogliere i cuori che si ottengono dai nemici sconfitti, o raccogliere le maschere per ripristinare interamente la salute.
In ogni livello del gioco, eccetto i 7 livelli boss finali, ci sono 5 contenitori argentati, che, se raccolti tutti, sbloccheranno una creatura. In tutti i livelli sono inoltre presenti 4 contenitori dorati, ciascuno dei quali sblocca una Kahnoi (maschera) specifica tra le 100 presenti in tutto il gioco.

## Modalità Eroe
Quando la barra Eroe è piena, si potrà accedere alla modalità Eroe. I protagonisti assumeranno un colore dorato, avranno armi più potenti, saranno invincibili e avranno la capacità di attivare le costruzioni dorate. Attivandole, però, usciranno dalla modalità Eroe. Nelle demo ha una durata limitata.

## LEGO Shop
Nel LEGO Shop ci sono 3 file di oggetti sbloccabili:
- la prima contiene tutti i 20 suggerimenti;
- la seconda indica i potenziamenti dei Toa Inika che si dividono in tre parti:
  - corazza: ogni due gruppi di pezzi LEGO fanno rinforzare un cuore.
  - armi: si dividono in Mata, Metru e le tradizionali Inika.
  - poteri: ce n'è uno per ogni Toa e permettono loro di raggiungere piattaforme altrimenti irraggiungibili:
    - Jaller distrugge i fiori;
    - Matoro congela l'acqua;
    - Kongu attiva carrucole e meccanismi;
    - Hahli riempie d'acqua i mini-serbatoi;
    - Hewkii fa crollare pareti;
    - Nuparu è capace di scavare;
- la terza comprende tutti gli extra, tra cui le giostre per il parco giochi, il 50% di sconto ed i 3 livelli bonus

## Livelli
In ognuna delle sei zone ci sono 4 livelli: il primo con un Rakshi, il secondo esplorativo, il terzo con un Titano ed il quarto con un Piraka. In tutto ci sono 25 livelli, se si considera anche quello del boss finale, più i 3 livelli bonus che li portano a 28.

## Speciali
Ci sono 3 speciali sbloccabili nel gioco: Sala trofei, Parco giochi e Sala boss.

### Sala trofei
Si blocca con Hewkii dopo il primo livello. a 3 parti: 
- la sinistra comprende tutte le 100 Kahnoi, ognuna sbloccabile con una capsula dorata su quattro a livello;
- la centrale comprende 2 metà:
  - la superiore comprende tutte le creature ottenute nel corso del gioco, ognuna sbloccabile dopo aver preso tutte le 5 capsule in un determinato livello;
  - l'inferiore comprende tutti i boss sconfitti nel gioco;
- la destra, infine, comprende tutte le medaglie che si ottengono dopo aver soddisfatto un determinato obbiettivo e si dividono in quattro gradi: normale, bronzo, argento ed oro.

### Parco giochi
Si sblocca con Hewkii dopo il primo livello. Ha 3 parti: nelle prime 2 sarà possibile costruire giostre disponibili e chiamare i Piraka con megafoni speciali, per poi assistere a buffe animazioni. nella terza parte si potrà accedere ad uno dei 3 livelli bonus, disponibili al LEGO Shop, in cui bisogna distruggere più Bohrok, Vahki o Visorak possibili in due minuti.

### Sala creature
Si divide in quattro parti: la prima comprende tutti i Bohrok ottenuti, la seconda tutti i Visorak ottenuti, la terza tutti i Vahki ottenuti e nella quarta tutti i boss che si è riusciti a sconfiggere nei livelli 1 o 3 di una determinata zona.

## Accoglienza
| Testata                          | Versione | Giudizio |
| -------------------------------- | -------- | -------- |
| Metacritic (media al 30-01-2020) | PS2      | 52/100   |
| Metacritic (media al 30-01-2020) | GC       | 51/100   |
| Metacritic (media al 30-01-2020) | Wii      | 52/100   |
| Metacritic (media al 30-01-2020) | DS       | 72/100   |
| Metacritic (media al 30-01-2020) | X360     | 59/100   |
| Metacritic (media al 30-01-2020) | PC       | 59/100   |
| GameSpot                         | PS2      | 5.2/10   |
| GameSpot                         | GC       | 5.2/10   |
| GameSpot                         | PC       | 5.2/10   |
| GameSpot                         | GBA      | 7.7/10   |
| GameSpot                         | DS       | 7.7/10   |
| GameSpot                         | X360     | 5.1/10   |
| GameSpot                         | Wii      | 4.0/10   |
| IGN                              | DS       | 8.0/10   |
| IGN                              | GBA      | 8.0/10   |
| IGN                              | PS2      | 7.9/10   |
| IGN                              | X360     | 7.9/10   |
| IGN                              | Wii      | 5.0/10   |
| OXM                              | X360     | 6,5/10   |
| X-Play                           | X360     | 2/5      |

Alla sua uscita a novembre 2006, Bionicle Heroes è stato superato da uscite di maggior profilo, soprattutto con le uscite delle console PlayStation 3 e Nintendo Wii avvenute poco dopo. Quasi tutti i critici hanno notato le similitudini dei giochi Lego Star Wars prodotti anch'essi dalla Traveller's Tales, e, come conseguenza, molti hanno ritenuto Bionicle Heroes troppo simile, a maggior ragione con l'uscita di LEGO Star Wars II: La trilogia classica, uscito a settembre.
Il gioco ha avuto comunque un'accoglienza mista o sopra la media. Nintendo Power lo ha ritenuto "non molto aderente allo stile LEGO: gli aspetti di costruzione dei mattoncini è raramente messo in gioco, e lo scenario ricorda i pezzi LEGO solo raramente." GameSpot ha biasimato la Modalità Eroe per aver reso il gioco ripetitivo: "se siete anche solo lontanamente selettivi nel modo di raccogliere mattoncini LEGO, sarete invincibili per almeno due terzi o tre quarti del gioco, e quindi quasi ogni situazione prima del boss sarà completamente superflua." Un altro punto debole è stata la mancanza di vera trama nel gioco.
Le versioni Nintendo DS e Game Boy Advance hanno avuto sorte migliore, con voti che vanno tra il 70 e l'80%. La versione DS è considerata uno sparatutto in prima persona assai competente, con visuali rapide e pulite e controlli responsabili ma non perfetti; molti critici l'hanno ritenuto un vero "seguace" di Metroid Prime Hunters. Un grosso problema del gioco è stata però la mancanza di un multigiocatore online. La versione GBA è stata recensita solo due volte, ma ha presentato comunque un gameplay entusiasmante. Entrambe le versioni hanno anche avuto lodi per le loro musiche.